# Гаврилов, Фёдор Тимофеевич
Фёдор Тимофеевич Гаврилов (1874―1919) — русский поэт.

## Биография
Родился в многодетной семье бедного рабочего. В 1887 году окончил двухклассное училище в селе Павловском.
С 14 лет жил в Москве, работал слесарем в железнодорожных и заводских мастерских, с 1899 года ― в Московской земской управе. Познакомился с Н. Н. Златовратским, которому был обязан своим участием в литературной деятельности. Посещал литературный кружок «Среда». Впервые напечатался в журнале «Детское чтение» (1898). Сотрудничал в различных журналах (псевдоним Ф. Грезин). Стихи Гаврилова включались в хрестоматии, составленные В. Д. Бонч-Бруевичем, И. И. Горбуновым-Посадовым. Переводил Т. Г. Шевченко. Творчество Гаврилова близко к рабочему фольклору и «левым» суриковцам. В сборнике «На заре. Из песен о тружениках» (1905) ― мотивы нужды, человеческой обездоленности (выразительны названия стихов: «В мастерской», «На койке», «На заработки», «Без места») и права на «светлую долю», борьбы с «неправдой» (стихотворения «Призыв», «Ударили!», «Звонят!»). Образ рабочего в поэзии Гаврилова ― «удалой молодец» из русского фольклора. Постоянный мотив стихов Гаврилова ― красота и живительная сила родной природы.
Умер в Москве. Похоронен в селе Павловское Звенигородского уезда Московской губернии.